# Rýmařov
Rýmařov (německy Römerstadt) je nejzápadnější město v Moravskoslezském kraji, leží v okrese Bruntál. Žije zde přibližně 7 800 obyvatel.

## Název
Osada byla založena pod jménem Reinmarsstadt (nejstarší doklad má podobu Reymarstat) – město Reinmarovo. Nářečním hláskovým vývojem vznikla podoba Rēmersstadt, jejíž první část byla posléze přikloněna k Römer („Římané“), ačkoli Římané s městem nemají žádnou spojitost. České jméno Rýmařov vzniklo hláskovou úpravou jména německého.

## Historie
Krajinou v okolí Rýmařova v pravěku vedla obchodní cesta, jejíž existenci dokládají antické mince nalézané na území města a v jeho těsném okolí. Středověké osídlení vzniklo v první polovině třináctého století. Pozůstatky tehdejšího sídliště byly nalezeny v Bezručově ulici. Mělo shlukový charakter bez urbanistické koncepce a využívali jej zřejmě jen krátkodobí osadníci, kteří chtěli získat majetek, ale nezamýšleli dlouhodobé usazení. V polovině třináctého století byla na druhém břehu Podolského potoka postavena tvrz a přibližně v sedmdesátých letech třináctého století bylo založeno vrcholněstředověké město s pravidelným půdorysem. Starší osada v prostoru Bezručovy ulice poté zanikla.
První písemná zmínka o městě pochází z roku 1351, kdy je město zmíněno v zakládací listině litomyšlského biskupství jako zdejší sídlo farnosti. V roce 1398 dal markrabě Jošt zdejší tvrz s městem(Remerstat) do zástavy Prockovi z Vildenberka. V roce 1405 bylo město vydrancováno neznámými útočníky. V roce 1406 Rýmařov získal od markraběte Jošta stejná městská práva jako měly Olomouc a Brno. V roce 1482 zažaloval Heralt z Kunštátu Ctibora z Cimburka za neoprávněnou držbu města Rýmařova a hradu Rabštejna. V roce 1590 vznikla při farním kostele škola. Dne 3. dubna 1790 postihl město ničivý požár, při kterém shořely téměř všechny domy. Po této události bylo město znovu postaveno v duchu klasicismu a empíru. V letech 1855 až 1868 získalo město statut okresního města.

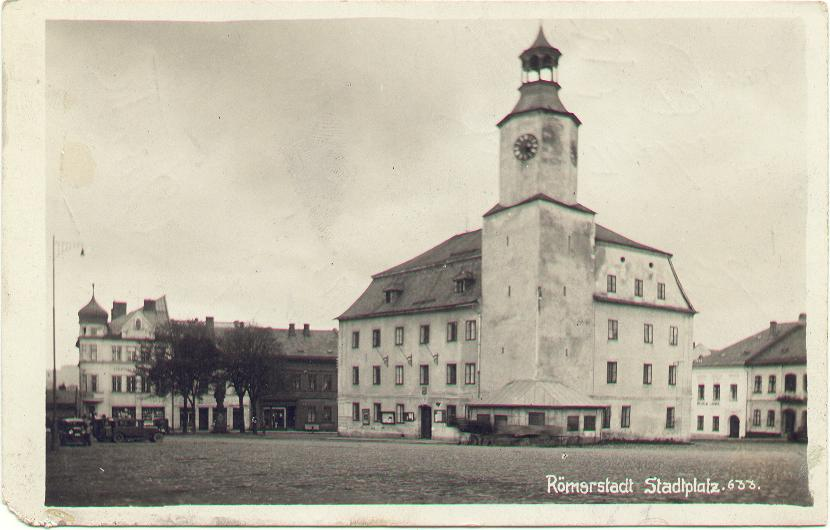
Náměstí s radnicí na staré pohlednici (před rokem 1931)

V roce 1938 se stal převážně německy mluvící Rýmařov jako pohraniční město součástí Říše. Počátkem května 1945 bylo město osvobozeno, přičemž došlo k poškození barokní kaple sv. Josefa v historickém středu města (kaple byla později zbourána). Původní německé obyvatelstvo bylo na základě Benešových dekretů podrobeno odsunu.
Po zrušení Země moravskoslezské v roce 1949 se Rýmařov stal součástí Olomouckého kraje. V roce 1960 přišel Rýmařov o postavení okresního města a téměř celé území okresu Rýmařov se stalo součástí okresu Bruntál, tehdy jednoho z největších v republice. V roce 2001 při tvoření nových krajů měli původně zastupitelé města usilovat o přidružení města k Olomouckému kraji. Pak se ale radní rozhodli jinak, k nevoli nemalé části obyvatel města. Nakonec o tom, že Rýmařov zůstane součástí okresu Bruntál a tím i Moravskoslezského kraje, rozhodla nízká účast voličů v referendu. Rýmařov se pak alespoň stal obcí s rozšířenou působností.

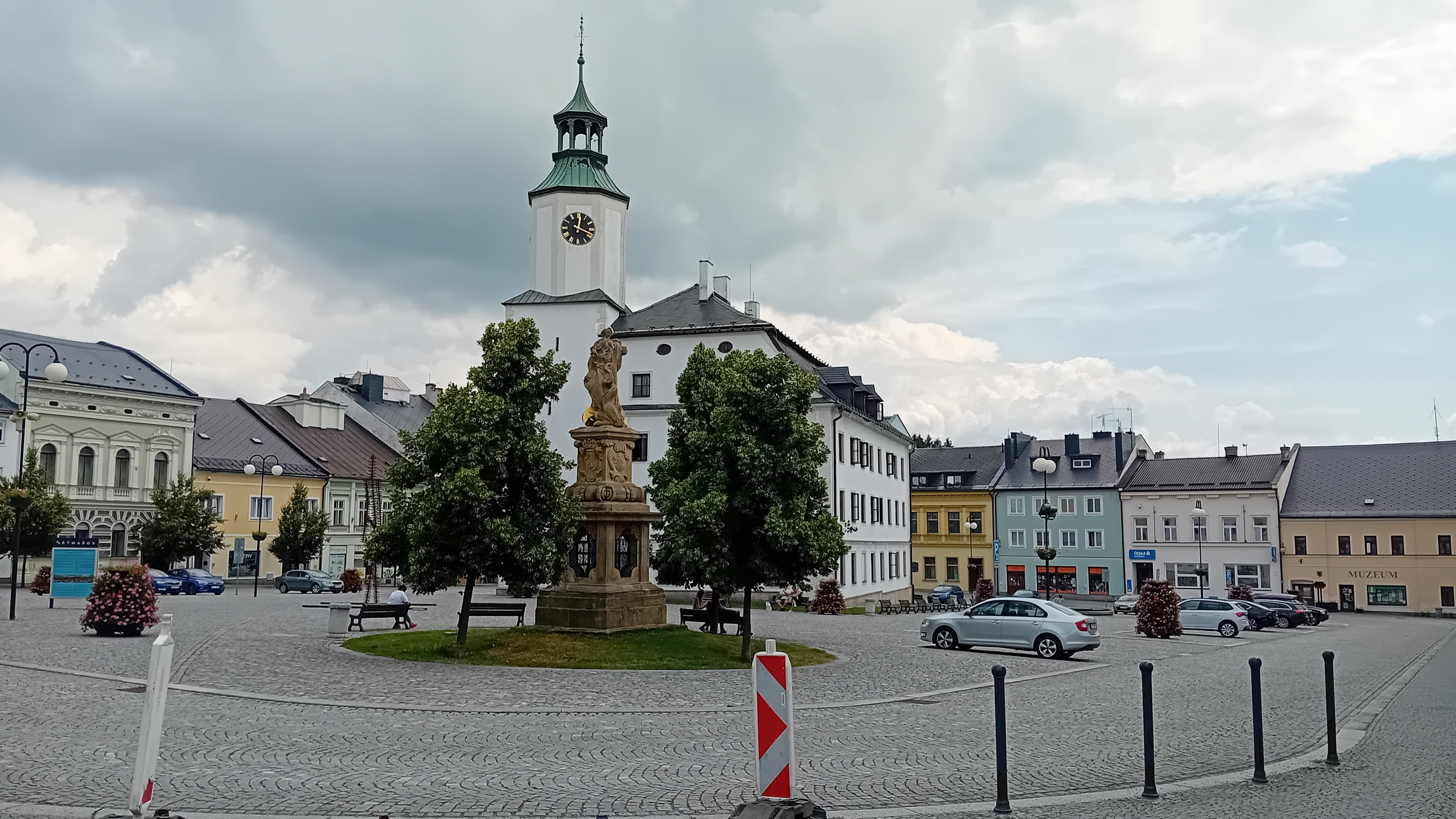
Náměstí Míru v červenci roku 2025

Historické jádro města bylo v roce 2003 vyhlášeno jako městská památková zóna, a to i navzdory tomu, že je narušeno novodobou výstavbou. K největšímu narušení historického rázu města došlo mezi lety 1955–1974, kdy zmizela většina domů na západní straně náměstí, dále původní zástavba v Radniční a Jungmannově ulici, ale především dvě kaple, jedna barokní, druhá novogotická. Několika nevhodných zásahů se ale historický střed města dočkal i po roce 1989. Mezi významné objekty památkové zóny patří rovněž dochovaná zástavba na Třídě hrdinů, na severní straně náměstí a v neposlední řadě i dvojice funkcionalistických domů v Radniční ulici. Historický střed města je postupně rekonstruován; opravami dosud prošly Horní ulice (2009), Náměstí míru (2013, slavnostně otevřeno v roce 2014), Radniční ulice (2014–2015) a Školní náměstí (2015). Mimo památkovou zónu jsou výraznými budovami pivovar a hotel Excelent, budova Komerční banky a několik secesních vilek (např. budova Policie ČR), ale především areál filiálního kostela Navštívení Panny Marie v Lipkách.

## Přírodní poměry
- V parčíku v Lipové ulici vedle Střediska volného času rostla lípa Jana Amose Komenského zasazená v roce 1592; po úderu blesku zůstalo ze stromu jen torzo.[11]
- Národní přírodní rezervace Rešovské vodopády asi deset kilometrů jihozápadně od Rýmařova

## Obyvatelstvo
| Rok            | 1869  | 1880  | 1890  | 1900  | 1910  | 1921  | 1930  | 1950  | 1961  | 1970  | 1980  | 1991  | 2001  | 2011  | 2021  |
| -------------- | ----- | ----- | ----- | ----- | ----- | ----- | ----- | ----- | ----- | ----- | ----- | ----- | ----- | ----- | ----- |
| Počet obyvatel | 4 589 | 4 650 | 4 403 | 4 423 | 4 744 | 4 588 | 5 837 | 4 571 | 4 940 | 5 741 | 7 630 | 7 980 | 7 785 | 7 785 | 6 174 |
| Počet domů     | 445   | 456   | 461   | 475   | 545   | 595   | 729   | 772   | 713   | 659   | 746   | 818   | 870   | 926   | 926   |

## Obecní správa

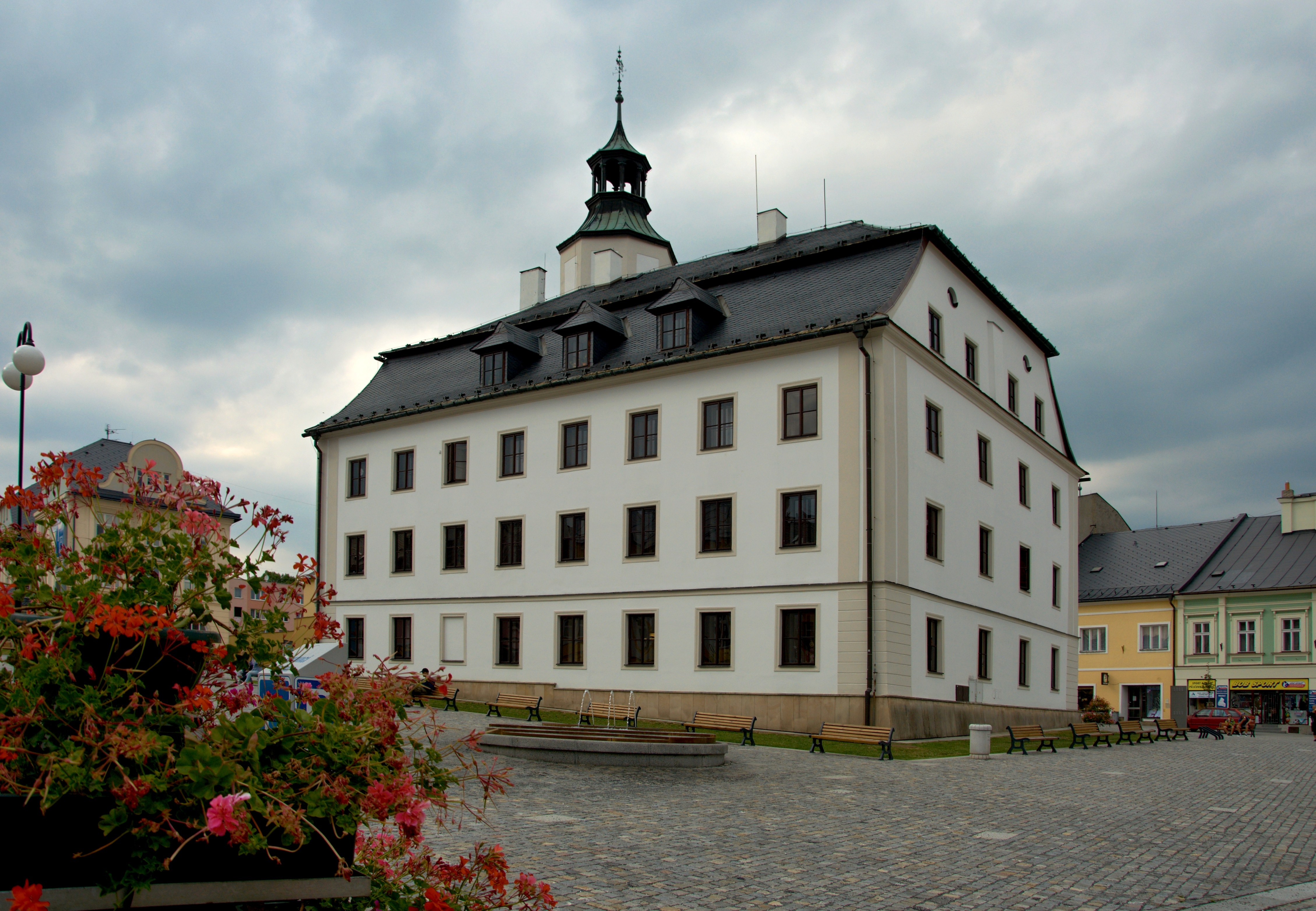
Radnice

### Představitelé města
Po roce 1989 starosty města postupně byli:
- 1989–1994 Miroslav Slováček
- 1994–2002 Pavel Kolář
- 2002–2018 Petr Klouda
- od roku 2018 Luděk Šimko

### Znak
Městský znak tvoří na modrém poli zlatá, heraldicky vpravo otočená, vlčice ve skoku shora šikmo prostřelená zlatým šípem. Tento motiv nese nejstarší rýmařovské pečetidlo z roku 1543. Tento znak se rovněž nachází vytesán na pískovcovém kameni s datem 1844 zasazeném nad vchodem do radnice. Zde je však vlčice otočená nesprávně heraldicky vlevo.
V roce 1994 byl předsednictvem Poslanecké sněmovny Parlamentu České republiky schválen městský prapor, na kterém se opakuje stejný motiv jako na městském znaku.

## Části města
- Rýmařov (k. ú. Rýmařov)
- Edrovice (k. ú. Edrovice)
- Harrachov (k. ú. Rýmařov)
- Jamartice (k. ú. Jamartice)

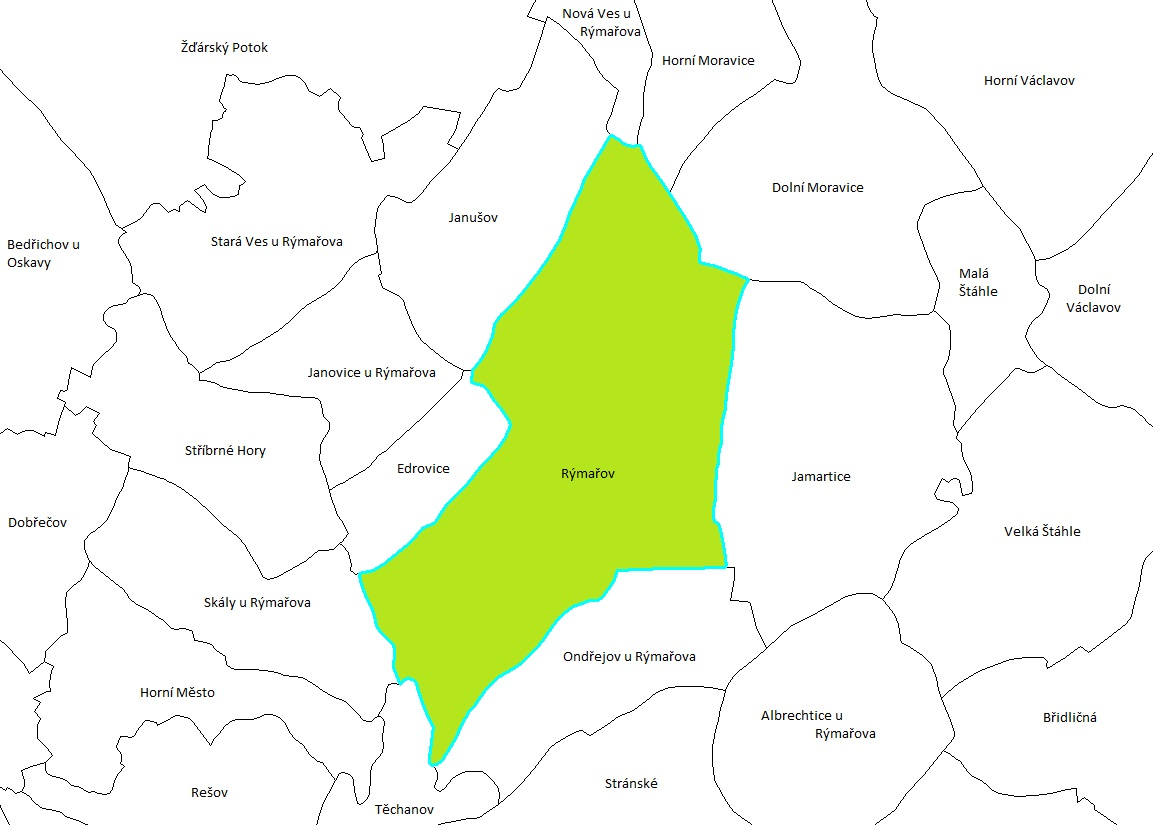
Vyznačené katastrální území místní části Rýmařov

- Janovice (k. ú. Janovice u Rýmařova a Janušov)
- Ondřejov (k. ú. Ondřejov u Rýmařova)
- Stránské (k. ú. Stránské)

Od 1. ledna 1980 do 23. listopadu 1990 k městu patřila i Malá Štáhle.
Rýmařov se skládá, mimo samotné město, z dalších celkem šesti místních částí. Ty však netvoří ve všech případech jedno katastrální území. Místní část Janovice je rozdělena na dva historické katastry, a to Janovice u Rýmařova a Janušov. Naopak osada Harrachov, ležící přibližně dva kilometry severně od Rýmařova, svůj vlastní katastr nemá.

## Doprava
Městem prochází silnice I/11 spojující Hradec Králové s Ostravou. Rýmařov je rovněž konečnou stanicí na trati Valšov–Rýmařov. Vlakové spoje provozují ČD v rámci linky Esko S10 z Opavy do Rýmařova. Ve městě staví dálkové autobusové linky jedoucí do Olomouce, Přerova, Šumperku a Ostravy. Autobusové nádraží prošlo v červnu 2015 rekonstrukcí.

## Společnost

### Kultura
V Rýmařově je tradice ochotnické kultury, ať už se týče divadelních spolků či hudebních těles:
- Divadelní spolek Mahen funguje již od roku 1945 a je tak jedním z nejstarších fungujících spolků v moravském a slezském pohraniční. V současné době inscenují ochotníci spolku Mahen především situační komedie domácí i zahraniční provenience. Pro děti spolek sehrál i několik pohádek.
- Spolek Pradivadlo vznikl počátkem století. V posledních sezónách se spolek specializuje na muzikály. Spolek hraje ve vlastním amfiteátru La Skála v Janovicích.
- Hudební skupina Variace
- Smíšený pěvecký sbor Vox montana
- Chrámový sbor

Budova městského divadla (a zároveň kina) se od divadelní sezóny 2013–2014 nevyužívá, spolek Mahen v současnosti působí při Středisku volného času, které bylo rekonstruováno a předáno do užívání v roce 2013. Nyní se uvažuje o přestavbě budovy divadla na prostory ZUŠ.
ZUŠ Rýmařov nabízí zájemcům kurzy zpěvu, hry na různé hudební nástroje, dramatický obor a výtvarný obor.

### Muzea
- Městské muzeum v Rýmařově – Náměstí Míru 6. Muzeum s bohatými sbírkami mapující historii regionu období od nejstaršího pravěkého osídlení až do období první poloviny dvacátého století. Významné jsou též sbírky zachycující vývoj hornictví a tkalcovství, dvou nevýznamnějších odvětví této oblasti. Součástí stálé výstavy je rovněž exposice hornin mapující bohaté geologické složení oblasti. V muzeu také působí Galerie Octopus.
- Hedva – Opavská ulice. V přízemí hlavní budovy rýmařovské textilky Hedvy byla v roce 2013 otevřena expozice zabývající se historií závodu. V roce 2015 byla prohlídková trasa rozšířena a její název změněn na Dějiny textilnictví na Rýmařovsku.
- Muzeum turistických známek – sídlí v budově bývalého gymnázia z roku 1872 na ulici Julia Sedláka. Cílem Muzea je vybudovat sbírku všech evropských turistických známek.[15] K dispozici je návštěvnické centrum s kavárnou a restaurací.
- Galerie Marie Kodovské

## Pamětihodnosti

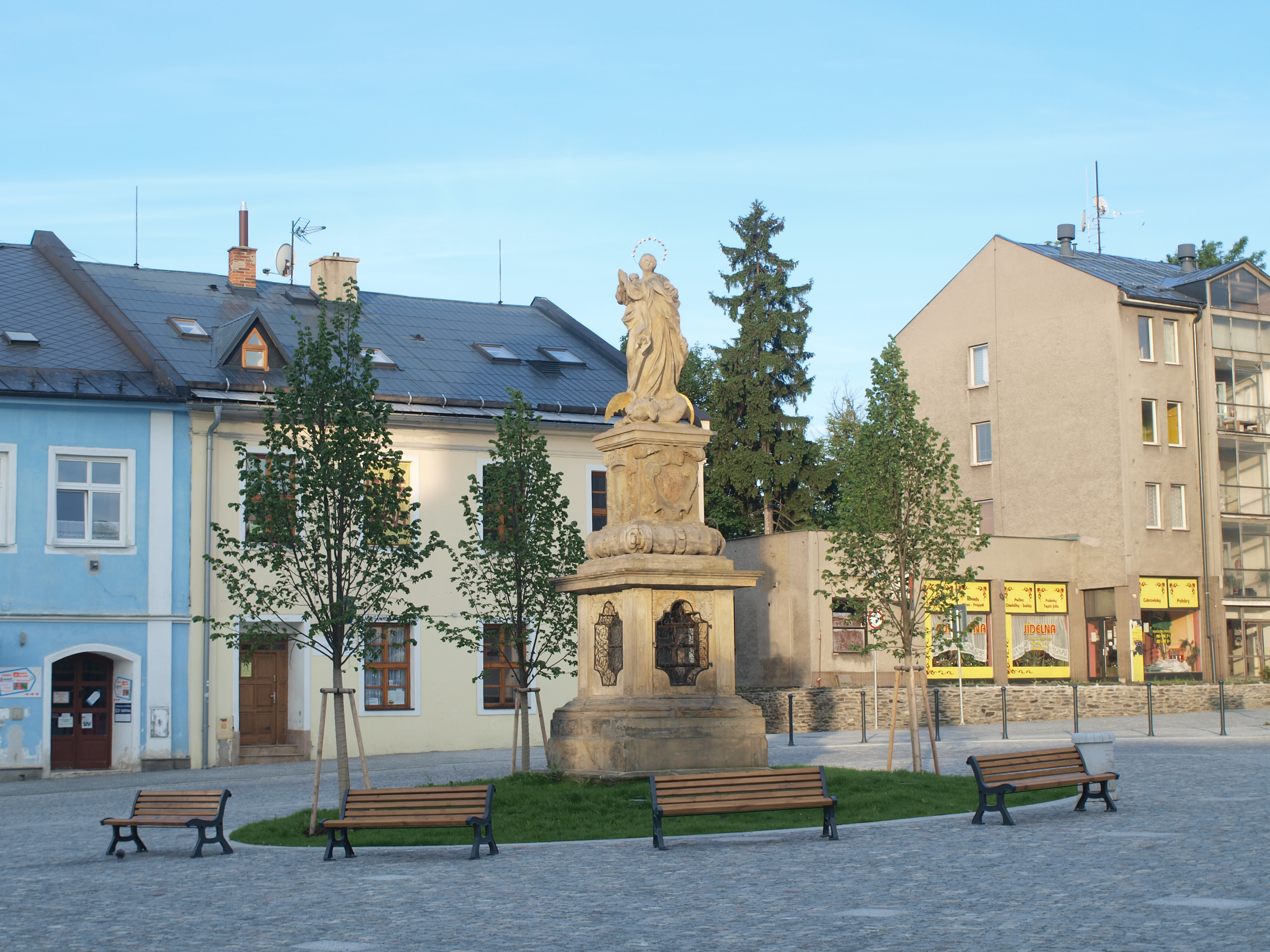
Sloup se sochou Panny Marie na náměstí

- Kaple Navštívení Panny Marie, místními také nazývaná kaple V Lipkách, velmi významná barokní stavba místního stavitele Friedricha Höslera z let 1711–15. Uvnitř vymalována malbami Ferdinanda Nabotha a Johanna Christopha Handkeho. Poblíž se nachází socha Panny Marie Vítězné z roku 1774 a skupina Ukřižování, lidová práce z roku 1812. Kaple je od roku 2011 přístupná veřejnosti.
- Radnice – monumentální stavba s prvky gotiky, renesance, baroka a klasicismu
- Hrádek – chráněná archeologická lokalita, dříve se zde nacházela drobná pevnůstka, nyní je zde geologická expozice
- Kostel svatého archanděla Michaela – původně goticky kostel, později renesančně přestavěn, s barokní Růžencovou kaplí
- Budova fary – cenná renesanční stavba ze šestnáctého století, dříve horní úřad.
- Socha Panny Marie Immaculaty v blízkosti fary (socha původně stávala v areálu parku u chátrajícího zámku v Janovicích u Rýmařova, na své současné místo byla instalována v roce 2010).
- Boží muka – na levé straně silnice z Rýmařova do Bruntálu
- Mariánský sloup – barokní plastika olomouckého sochaře Franze Leblose z roku 1683 nacházející se v západní části náměstí Míru. Sloup byl postaven na náklady Marie Elisabethy Richtensteinové na paměť morové epidemie, která postihla Rýmařov v roce 1680. Socha prošla restaurováním v roce 1993.
- Socha svatého Jana Nepomuckého – sochařská práce Severina Tischlera z roku 1736.

Charakteristickým znakem Rýmařova je velké množství domů s černými střechami,[zdroj?] ať už s původní břidlicí či s novějšími krytinami. Výše zmíněná ochrana historického centra v rámci památkové zóny se mimo kulturních památek a budov dotvářejících charakter památkové zóny týká i poměrně cenného[zdroj?] celkového pohledu na město od jihu, který není narušen žádným vysokým sídlištěm.

## Osobnosti
- Adam Gilg (1651–1710?), jezuita, misionář v Mexiku
- Johann Christoph Handke (1694–1774), barokní malíř
- Ferdinand Flemmich (1843–1906), podnikatel a politik, zakladatel textilní továrny v Rýmařově, zemský poslanec
- Eugen Jettel (1845–1901), malíř náladového impresionismu
- Ferdinand Schnitzler (1857–1933), vládní rada, profesor na Německé technice v Brně a poslední německý starosta Brna (1916–1918)
- Otto Marburg (1874–1948), neurolog
- Karl Schinzel (1886–1951), inženýr a chemik, vynálezce barevné fotografie
- Marie Kodovská (1912–1992), malířka a básnířka
- Mons. František Vaňák (1916–1991), teolog, olomoucký arcibiskup
- Harald Pager (1923–1985), německý grafik a prehistorický badatel, který působil v jižní Africe
- Jiří Karel (1936-2023), archeolog a historik
- Pavel Verner (1947–2009), novinář, spisovatel a dramatik
- Ladislav Velebný (* 1957), politik, poslanec za ČSSD
- Jiří Meitner (* 1958), malíř
- Vladimír Václavek (* 1959), hudebník a skladatel
- Jan Haubert (* 1960), zpěvák punkové skupiny Visací zámek
- Hana Marvanová (* 1962), právnička a politička
- Roman Pausch (* 1974), kovář
- David Langer (* 1976), fotbalista
- Tomáš Ujfaluši (* 1978), fotbalista
- Ivana Uhlířová (* 1980), divadelní herečka
- Martin Kotačka (* 1987), genealog a historik
- Sebastian Gorčík (* 1995), hokejista

## Partnerská města
- Arco, Itálie
- Belœil, Belgie
- Crosne, Francie
- Krompachy, Slovensko
- Ozimek, Polsko
- Rajec, Slovensko
- Schotten, Německo
- Zeil am Main, Německo